# Montorio al Vomano
Montorio al Vomano is een gemeente in de Italiaanse provincie Teramo (regio Abruzzen) en telt 8037 inwoners (31-12-2004). De oppervlakte bedraagt 53,4 km², de bevolkingsdichtheid is 152 inwoners per km².

## Demografie
Montorio al Vomano telt ongeveer 2996 huishoudens. Het aantal inwoners daalde in de periode 1991-2001 met 9,8% volgens cijfers uit de tienjaarlijkse volkstellingen van ISTAT.
| Jaar | Inwoneraantal |
| ---- | ------------- |
| 1991 | 8918          |
| 2001 | 8048          |

## Geografie
De gemeente ligt op ongeveer 262 m boven zeeniveau.
Montorio al Vomano grenst aan de volgende gemeenten: Basciano, Colledara, Cortino, Crognaleto, Fano Adriano, Teramo, Tossicia.